# Brück (Nideggen)

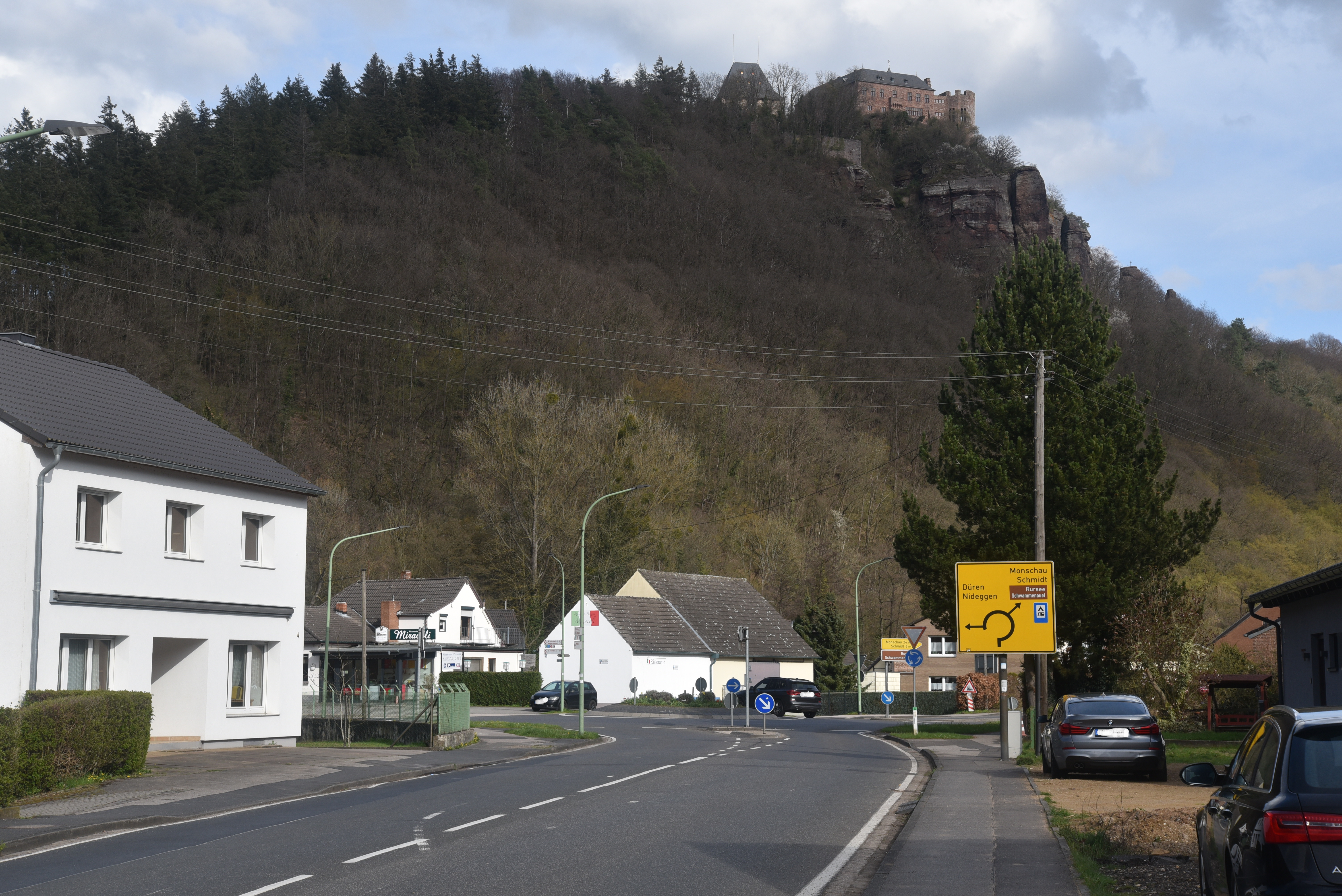
Der Ortskern, überragt von Burg Nideggen

Brück ist der zweitkleinste Stadtteil von Nideggen im Kreis Düren, Nordrhein-Westfalen.

## Lage
Der Ort liegt im Tal der Rur. Nachbarorte sind Nideggen, Zerkall (Gemeinde Hürtgenwald), Abenden und Schmidt. Brück liegt in der Rureifel und im Nationalpark Eifel. Hoch über dem Ort thront die Burg Nideggen.

## Geschichte
Brück-Hetzingen war seit dem 19. Jahrhundert eine Gemeinde in der Bürgermeisterei Nideggen des Kreises Düren. Am 1. April 1936 wurde Brück-Hetzingen nach Nideggen eingemeindet.

## Verkehr, Personennahverkehr

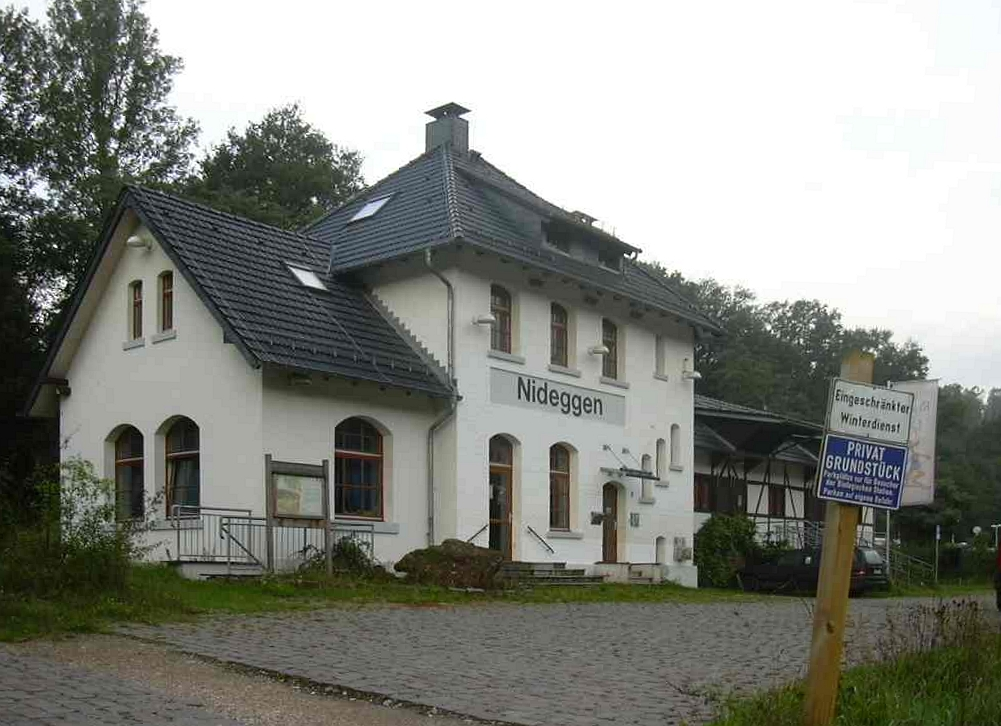
Bahnhof mit Biologischer Station

Durch den Ortskern führen die Landesstraßen 11 und 246. Sie winden sich von Nideggen (L 11) und Schmidt (L 246) in Serpentinen in das Rurtal hinunter. Durch den Ort führt die Bahnstrecke Düren–Heimbach. In Brück befindet sich der Haltepunkt für Nideggen und im alten Bahnhofsgebäude die Biologische Station des Kreises Düren.
| Linie | Linienverlauf | Takt   |
| ----- | --- | ------ |
| RB 21 | Rurtalbahn: Düren – Annakirmesplatz – Kuhbrücke – Lendersdorf – Renkerstr/Krankenhaus – Tuchmühle – Kreuzau – Kreuzau, Eifelstraße – Üdingen – Untermaubach-Schlagstein – Obermaubach – Zerkall – Nideggen-Brück – Abenden – Blens – Hausen – Heimbach (Eifel) Stand: Fahrplanwechsel Dezember 2021 | 60 min |

Ferner wird der Ort mit Bussen des Rurtalbus und der ASEAG angefahren. Diese verbinden auch die Ortsteile Brück und Schmidt untereinander und mit der Stadt Nideggen. Bis zum 31. Dezember 2019 wurde die Linie 210 von der Dürener Kreisbahn bedient.
| Linie | Betreiber | Verlauf |
| ----- | --------- | --- |
| 210   | Rurtalbus | (Düren Bf/ZOB – StadtCenter – Kaiserplatz – Krauthausen – Niederau –) Kreuzau – (Drove –) Boich – Nideggen – Brück – Schmidt |
| 285   | Rurtalbus | Kleinhau – Brandenberg – Bergstein – Zerkall – Brück – Nideggen                                                              |
| SB88  | ASEAG     | Schnellbus: Nideggen – Brück – Schmidt – Strauch – (Kesternich –) Simmerath                                                  |

## Camping, Fremdenverkehr
Der ausgedehnte 4-Sterne Campingplatz Hetzingen, direkt an der Rur gelegen, wurde bereits 1924 gegründet. Übernachtungsmöglichkeiten sind durch Ferienwohnungen und Pensionen für Feriengäste vorhanden.

## Sonstiges
- am 1. Oktober 1997 nimmt die biologische Station des Kreises Düren im alten Bahnhofsgebäude ihre Arbeit auf.
- in den Jahren von 1922 bis 1926 führte durch Brück das Eifelrennen.